# Miloš Stojanović (ur. 1984)
Miloš Stojanović (serb. cyr. Милош Cтojaнoвић, IPA: [mǐloʃ stojǎːnoʋitɕ], ur. 25 grudnia 1984 w Knjaževacu) – serbski piłkarz grający na pozycji napastnika w serbskim klubie FK Timočanin.

## Sukcesy

### Klubowe
FK Jagodina
- Zdobywca Pucharu Serbii: 2012/2013

### Indywidualne
- Król strzelców Super ligi: 2012/2013 (19 goli)